# Raymon Wyssling
Raymon Wyssling (Zürich, 1912. január 5. – Zürich, 1970. október 30.) svájci nemzetközi labdarúgó-játékvezető. Teljes neve: Paul Raymon Wyssling.

## Pályafutása

### Nemzeti játékvezetés
Az I. Liga játékvezetőjeként 1960-ban vonult vissza.

#### Nemzeti kupamérkőzések
Vezetett kupadöntők száma: 1.

##### Svájci labdarúgókupa
| Időpont        | Helyszín               | Mérkőzés típusa | Mérkőzés              | Eredmény | Nézők száma |
| -------------- | ---------------------- | --------------- | --------------------- | -------- | ----------- |
| 1960. május 8. | Wankdorf Stadion, Bern | döntő           | FC Luzern–FC Grenchen | 1 : 0    | 30 000      |

### Nemzetközi játékvezetés
A Svájci labdarúgó-szövetség Játékvezető Bizottsága (JB) terjesztette fel nemzetközi játékvezetőnek, a Nemzetközi Labdarúgó-szövetség (FIFA) 1952-től tartotta nyilván bírói keretében. A FIFA JB központi nyelvei közül a németet beszélte. Több nemzetek közötti válogatott és klubmérkőzést vezetett, vagy működő társának partbíróként segített. A svájci nemzetközi játékvezetők rangsorában, a világbajnokság-Európa-bajnokság sorrendjében többedmagával az 5. helyet foglalja el 13 találkozó szolgálatával. Az aktív nemzetközi játékvezetéstől 1960-ban búcsúzott. Válogatott mérkőzéseinek száma: 9.

#### Labdarúgó-világbajnokság
A világbajnoki döntőhöz vezető úton Svájcba az V., az 1954-es labdarúgó-világbajnokságra és Svédországba a VI., az 1958-as labdarúgó-világbajnokságra a FIFA JB bíróként alkalmazta. 1954-es és az 1958-as selejtező sorozatban Dél-Amerikában a Dél-amerikai Labdarúgó-szövetség (CONMEBOL) JB felkérésére több mérkőzést irányított. A FIFA JB elvárásának megfelelően, ha nem vezetett, akkor valamelyik működő társának segített partbíróként. 1954-ben egy csoportmérkőzésen és az egyik negyeddöntőn, 1958-ban kettő csoportmérkőzésen volt partbíró. Mind a két világtornán egyes számú partbírói besorolást kapott, játékvezető sérülése esetén neki kellett volna továbbvezetnie a találkozót. Világbajnokságon vezetett mérkőzéseinek száma: 4 + 4 (partbíró).

##### 1954-es labdarúgó-világbajnokság
Az Uruguay–Ausztria bronzmérkőzésen Zsolt István volt az első számú partbírója. A Brazília–Magyarország találkozón Arthur Ellis játékvezető első számú partbírója lehetett.

###### Világbajnoki mérkőzés
| Időpont          | Helyszín                             | Mérkőzés típusa              | Mérkőzés         | Eredmény | Nézők száma |
| ---------------- | ------------------------------------ | ---------------------------- | ---------------- | -------- | ----------- |
| 1954. június 16. | Les Charmilles Stadion, Genf         | csoportmérkőzés (A. csoport) | Brazília–Mexikó  | 5 : 0    | 12 000      |
| 1954. július 3.  | Sportzplatz Hardturm Stadion, Zürich | bronzmérkőzés                | Ausztria–Uruguay | 3 : 1    | 32 000      |

##### 1958-as labdarúgó-világbajnokság

###### Selejtező mérkőzés
Érdekessége, hogy a Dél-amerikai Labdarúgó-szövetség (CONMEBOL) zóna 2. csoportjában minden mérkőzést Wyssling irányított.
| Időpont              | Helyszín                       | Mérkőzés típusa                         | Mérkőzés            | Eredmény | Nézők száma |
| -------------------- | ------------------------------ | --------------------------------------- | ------------------- | -------- | ----------- |
| 1957. május 26.      | Strahov Stadion, Prága         | előselejtező (4. csoport)               | Csehszlovákia–Wales | 2 : 0    | 45 000      |
| 1957. szeptember 22. | Nemzeti Stadion, Santiago      | előselejtező (2. csoport, 1. mérkőzés)  | Chile–Bolívia       | 2 : 1    |             |
| 1957. szeptember 29. | Városi Stadion, La Paz         | előselejtező (2. csoport, 2. mérkőzés)  | Bolívia–Chile       | 3 : 0    |             |
| 1957. október 6.     | Városi Stadion, La Paz         | előselejtező (2. csoport-, 1. mérkőzés) | Bolívia–Argentína   | 2 : 0    |             |
| 1957. október 13.    | Nemzeti Stadion, Santiago      | előselejtező (2. csoport, 1. mérkőzés)  | Chile–Argentína     | 0 : 2    |             |
| 1957. október 20.    | Központi Stadion, Buenos Aires | előselejtező (2. csoport, 2. mérkőzés)  | Argentína–Chile     | 4 : 0    |             |
| 1957. október 27.    | Központi Stadion, Buenos Aires | előselejtező (2. csoport, 2. mérkőzés)  | Argentína–Bolívia   | 4 : 0    |             |

###### Világbajnoki mérkőzés
| Időpont          | Helyszín                  | Mérkőzés típusa              | Mérkőzés           | Eredmény | Nézők száma |
| ---------------- | ------------------------- | ---------------------------- | ------------------ | -------- | ----------- |
| 1958. június 8.  | Városi Stadion, Västeraas | csoportmérkőzés (B. csoport) | Jugoszlávia–Skócia | 1 : 1    | 9 500       |
| 1958. június 19. | Központi Stadion, Malmö   | egyik negyeddöntő            | NSZK–Jugoszlávia   | 1 : 0    | 20 000      |

#### A magyar labdarúgó-válogatott mérkőzései (1902–1929)
| Időpont           | Helyszín             | Mérkőzés típusa          | Mérkőzés              | Eredmény | Nézők száma |
| ----------------- | -------------------- | ------------------------ | --------------------- | -------- | ----------- |
| 1956. október 14. | Prater Stadion, Bécs | 334. válogatott mérkőzés | Ausztria–Magyarország | 0 : 2    | 65 000      |

## Külső hivatkozások
- Raymon Wyssling. World Referee. [2012. június 13-i dátummal az eredetiből archiválva]. (Hozzáférés: 2012. november 22.)
- Raymon Wyssling. footballzz.com. (Hozzáférés: 2012. november 22.)
- Raymon Wyssling. scoreshelf.com. [2015. május 30-i dátummal az eredetiből archiválva]. (Hozzáférés: 2012. november 22.)
- Raymon Wyssling. eu-football.info. (Hozzáférés: 2012. november 22.)
- Raymon Wyssling. weltfussball.de. (Hozzáférés: 2012. november 22.)

| Elődje: Othmar Huber | Svájci labdarúgókupa döntő 1959–1960 | Utódja: Fritz Schorrer |